# Магнитополярные подразделения
Магнитополя́рные (палеомагни́тные) подразделе́ния или подразделе́ния магнитостратиграфи́ческой поля́рности — категория стратиграфических подразделений. Магнитополярные подразделения устанавливаются с помощью палеомагнитных методов датирования. Они  основаны на характеристиках горных пород, которые отражают изменения геомагнитного поля во времени, например, изменения полярности или напряженности поля, изменения координат магнитных полюсов. Из этих параметров главным критерием для выделения магнитополярных подразделений является полярность геомагнитного поля, которая меняется через различные интервалы времени. В качестве границ этих подразделений как правило используются стратиграфические уровни, на которых происходит смена полярности.
Международной комиссией по стратиграфии для обозначения магнитополярных подразделений рекомендуется использовать термин «зона магнитостратиграфической полярности» или более кратко «зона полярности». Зоны полярности могут подразделяться на подзоны и группироваться в надзоны. Зонам полярности соответствуют хроностратиграфические подразделения — хронозоны (иногда могут также использоваться термины «надхронозона» и «подхронозона»). Геохронологическим эквивалентом всех этих стратиграфических подразделений является хрон, при необходимости могут быть выделены надхроны или подхроны.
| Магнитополярные подразделения  | Хроностратиграфические подразделения | Геохронологические подразделения |
| ------------------------------ | ------------------------------------ | -------------------------------- |
| Надзона (суперзона) полярности | Хронозона (или надхронозона)         | Хрон (или надхрон)               |
| Зона полярности                | Хронозона                            | Хрон                             |
| Подзона полярности             | Хронозона (или подхронозона)         | Хрон (или подхрон)               |

В Стратиграфическом кодексе России установлена более детальная шкала магнитополярных подразделений, среди которых различаются общие, региональные и местные. Магнитополярным подразделениям, а также эквивалентным им магнитохронологическим подразделениям присваивается определённый ранг, который зависит от длительности и значимости соответствующих им этапов в истории магнитного поля Земли. Для выбора ранга магнитополярные подразделения сопоставляются с подразделениями общей шкалы либо их продолжительность устанавливается с помощью изотопных методов датирования.
| Магнитополярные подразделения | Геохронологические (магнитохронологические) подразделения полярности | Приблизительная длительность, млн лет |
| ----------------------------- | -------------------------------------------------------------------- | ------------------------------------- |
| Мегазона                      | Мегахрон                                                             | более 100                             |
| Гиперзона                     | Гиперхрон                                                            | 30—100                                |
| Суперзона                     | Суперхрон                                                            | 5—30                                  |
| Ортозона                      | Ортохрон                                                             | 0,5—5                                 |
| Субзона                       | Субхрон                                                              | 0,01—0,5                              |
| Микрозона                     | Микрохрон                                                            | менее 0,01                            |